# Der Grenzer und das Mädchen
Der Grenzer und das Mädchen ist ein deutsch/polnischer Fernsehfilm des WDR. Gedreht wurde er im Herbst 2004 als Auftragsproduktion in Polen, die Erstausstrahlung war am 27. April 2005 im Ersten. Der Autor und Regisseur ist Hartmut Schoen.

## Inhalt
In dem Film geht es neben der Geschichte des kurzzeitigen Ausbruches aus einem von Regeln und Stumpfsinnigkeit bestimmten Leben um die Themen „EU-Osterweiterung“ und „Bürokratie“: Hans-Werner Müller, ein deutscher Polizist aus Berlin, wird an die polnisch-ukrainische Grenze versetzt, wo er sich in die ukrainische Schleuserin Lippa verliebt. Durch private und berufliche Probleme wird Müller immer mehr eingeengt (seine Frau will sich von ihm scheiden lassen, sein deutscher Chef vor Ort ist pedantisch und herzlos) und lernt zugleich die unbefangene Lippa immer besser kennen, wodurch er bald in eine Zwickmühle zwischen Beruf und Freundschaft gerät. Schließlich entschließt er sich, ihr für eine Nacht Berlin zu zeigen – am Ende des Films wohnt Müller aber doch wieder mit seiner Frau zusammen, die sich vorher von ihm getrennt hatte.

## Kritiken
„Konventionelles Fernseh-Drama, das am konstruierten Drehbuch leidet. Die Figuren wirken wie Ideenrepräsentanten, die das politische und das poetische Leben miteinander engführen sollen, um dem Alltagsleben so nahe wie möglich zu kommen.“

## Auszeichnungen
Der Grenzer und das Mädchen hat 2005 in Straßburg den europäischen CIVIS-Preis für Integration gewonnen. Hartmut Schoen, der Autor und Regisseur, wurde mit den Hauptdarstellern geehrt.
Außerdem war der Film zum Adolf-Grimme-Preis 2006 im Bereich „Fiktion und Unterhaltung“ nominiert.